# 女帝 薫子
『女帝 薫子』（じょてい かおるこ）は、原作：倉科遼、作画：和気一作による日本の漫画。『ビジネスジャンプ』（集英社）にて2006年19号から2007年16号まで連載され、単行本は全3巻。2010年にはテレビドラマ化もされた。
育った環境も性格も全く違う2人の少女が「薫子」という源氏名をきっかけに東京で偶然出会い、銀座のクラブ「ゴージャス」を舞台にお互いをライバル視しながら一流のホステスを目指す物語。2人の親探しが物語のキーとなっている。
『女帝 SUPER QUEEN』、『女帝 花舞』に続く「女帝シリーズ」の第3作だが、前2作と物語上の繋がりはない。

## あらすじ
複雑な家庭に育った少女・西村紗也、母子家庭で育った少女・美樹は、自身の肉親を探す為、「薫子」という名前のホステスを手掛かりに、銀座のクラブ『ゴージャス』で働き出す。

## 登場人物
西村 紗也（にしむら さや）
本作の主人公。秋田県能代市出身。父親は地元の有力者だったがいわゆる愛人の子であったため、父方の祖父母に育てられる。複雑な家庭環境だったため、同級生からのイジメに遭うなど不遇な幼少期を過ごす。父を交通事故で亡くすと、育ての親の祖父母も相次いで病気で亡くなり、孤独に。そのため祖母が臨終の間際に残した「あなたの母親は生きている。東京で薫子という源氏名で働いている」という言葉を手がかりに、母親に再会するため高校卒業後は銀座でホステスになることを決意する。
性格は素直でまじめ。ゴージャス入店後は美奈ママの拝金主義的な接客に疑問を感じ、百合ママのヘルプに付く。気立ての良さで入店から1年あまりで、業界内でも評判のホステスになっていく。
美樹（みき）
本作のもう1人の主人公。長崎県出身。10歳の時に父親が愛人を作って東京に駆け落ちしたため、母子家庭で育つ。ある日、父親の愛人が薫子という名のホステスだったことを知り、父親と再会するため上京し、ホステスになることを決意する。
紗也とは反対に自由奔放でサバサバした性格。美奈ママのやり方に共感し、彼女のヘルプに付く。
父親探しがきっかけでホステスになった美樹であったが、徐々に父親探しよりも紗也に勝ちたい、一流のホステスになりたいという思いが強くなっていく。
小島 純平（こじま じゅんぺい）
紗也の幼馴染で小・中・高の同級生。幼い頃から紗也を一途に想い、いつも近くで見守り続けてきた。高校卒業後、一度は地元の企業に就職するが、紗也への想いを断ち切れず職を辞し上京する。上京後は銀座で働いていればいつか紗也と再会できるのではと思い、キャバクラの黒服となる。
美奈（みな）
『ゴージャス』のチーママ。ちょっとしたことですぐ手が出るなど激しい気性や、客に大金を使わせれば使わせるほど是とする拝金主義的な方針のため「ゴージャスの西太后」の異名をとる。上客を得るためならヘルプの子のカラダを見返りにすることも辞さないなど、手段を選ばない性格だが、一方で、客の家庭を決して壊さない、アフターで客と関係のできたホステスの面倒は見る、といった温情のある部分も持つ。
百合（ゆり）
『ゴージャス』のもう一人のチーママで「ゴージャスの東太后」。美奈とは反対に人と人の繋がりを大事にする接客を心がけている。常に和装で物腰穏やかな知性と教養に溢れる女性であるが強かな面も持ち、店内は美奈派と百合派の2つの派閥に分かれ大奥さながらのドロドロさを見せる。
真紀（まき）
「ゴージャス」の大ママ。紗也と美樹を一目見てホステスとしての素養を見抜き、目をかける。

## 単行本
1. 2007年1月19日発売 ISBN 978-4-08-877204-2
2. 2007年5月18日発売 ISBN 978-4-08-877267-7
3. 2007年9月19日発売 ISBN 978-4-08-877333-9

## テレビドラマ
2010年4月25日より同年6月13日までテレビ朝日系列の『日曜ナイトドラマ』枠で放送。2010年4月期より新設された『日曜ナイトドラマ』の第1回作品で、桐谷美玲は今作が連続ドラマ初主演。「女帝シリーズ」のテレビドラマ化作品としては第2作となり、同局で2007年夏期に放映された金曜21時枠ドラマ『女帝』とはプロデューサーなどの一部スタッフが共通している。
また、テレビドラマ版は美奈の名前が日出子に変更になっている。

### キャスト
クラブ・ゴージャス
- 西村紗也（新人ホステス） - 桐谷美玲
- 南野美樹（新人ホステス） - 黒川智花
- 百合ママ（チィママ） - 原沙知絵
- 日出子ママ（チィママ） - 国生さゆり
- 三沢健司（マネージャー） - 風見しんご
- 吉川稔（黒服） - 片岡信和
- 玲（日出子ママチーム ホステス） - 滝沢沙織
- しのぶ（日出子ママチーム ホステス） - 有坂来瞳
- 杏子（日出子ママチーム ホステス） - 滝裕可里
- 美咲（百合ママチーム ホステス） - 小川奈那
- 和佳子（百合ママチーム ホステス） - 折井あゆみ
- 唯（百合ママチーム ホステス） - 黒瀧まりあ
- 真紀ママ（オーナー・大ママ） - 萬田久子

ゴージャスの客とその関係者
- 須藤透（IT会社 社長） - 遠藤憲一
- 鶴田義彦（民事党 国会議員） - 石橋保
- 鶴田喜和子（義彦の妻）- 杉山彩子
- 藤村毅（民事党 国会議員） - 二階堂智
- クラモト / 木内久三（自称 経済評論家・実はベストセラー作家） - 風間トオル
- 山下（有名CMディレクター） - 矢柴俊博
- 上川龍三（六本木の大富豪） - 麿赤児
- 大橋わたる（人気漫画家・日出子ママの客） - 住田隆
- 三浦俊彦（食品会社 サッチーフーズ 社長） - 野村宏伸
- 三浦弓子（俊彦の妻） -　橘ゆかり
- 佐々木（アナウンサー）- 佐々木正洋（テレビ朝日アナウンサー）
- 市村隆（スクープ写真専門カメラマン）- 神保悟志
- 奈良岡茂雄（出版社協会 元会長）- 長谷川初範
- 宮沢潤（ボクシング ライト級世界チャンピオン） - 石垣佑磨
- 澤田義弘（宮沢潤後援会 会長） - 乃木涼介
- 松嶋義則（宮沢潤のファン・経団連 副会長・ヨツマ自動車 社長） - 平泉成

主要人物の関係者
- 小島純平（紗也の幼馴染・工場勤務 → キャバクラ「ガウディ」黒服 → 居酒屋チェーン こまちホールディングス 社長） - 中村優一
- 西村絵美（紗也の異母姉） - 西原亜希
- 西村妙（紗也の祖母） - 二宮弘子
- 伊丹薫子（紗也の母） - 菊池桃子
- 南野武雄（美樹の父） - 本田清澄

その他
- 純子（クラブ純子のママ） - 澤井孝子
- 夏美（キャバクラ「ガウディ」キャバ嬢） - 立花彩野
- 三田村昌造（暴力団 銀龍会 会長） - 黒部進

### スタッフ
- 脚本：旺季志ずか、高山直也
- 音楽：仲西匡
- ナレーション：武虎
- 演出：小松隆志、大塚徹、日比野朗
- 技術協力：テイクシステムズ
- 照明協力：サンライズアート
- 美術協力：テレビ朝日クリエイト
- オフライン編集：アムレック
- 編集・MA：ブル
- チーフプロデューサー：五十嵐文郎（テレビ朝日）
- 協力プロデューサー：東城祐司（MMJ）
- プロデューサー：横地郁英（テレビ朝日）、伊藤達哉（MMJ）
- 制作：テレビ朝日、MMJ

### 主題歌
- GIRL NEXT DOOR「Freedom」（avex trax）

### サブタイトル
| 各話                                                      | 放送日         | サブタイトル                          | 脚本       | 演出     | 視聴率 |
| --------------------------------------------------------- | -------------- | ------------------------------------- | ---------- | -------- | ------ |
| 第一夜                                                    | 2010年 4月25日 | 母をたずねて銀座ホステス              | 旺季志ずか | 小松隆志 | 9.7%   |
| 第二夜                                                    | 5月02日        | いざホテルへ!! 初めての…              | 旺季志ずか | 小松隆志 | 8.3%   |
| 第三夜                                                    | 5月09日        | 大金持ち"妖怪"争奪バトル              | 旺季志ずか | 大塚徹   | 7.8%   |
| 第四夜                                                    | 5月16日        | No.1ホステス刺される!!                | 旺季志ずか | 日比野朗 | 9.4%   |
| 第五夜                                                    | 5月23日        | 銀座ホステス、禁断の恋!!              | 高山直也   | 小松隆志 | 8.5%   |
| 第六夜                                                    | 5月30日        | 母・薫子ついに登場!! No.1ホステス衝撃 | 旺季志ずか | 大塚徹   | 7.9%   |
| 第七夜                                                    | 6月06日        | さよなら No.1ホステス                 | 旺季志ずか | 日比野朗 | 9.6%   |
| 最終夜                                                    | 6月13日        | 銀座の頂点へ…最期の戦い               | 旺季志ずか | 小松隆志 | 8.6%   |
| 平均視聴率 8.7%（視聴率は関東地区・ビデオリサーチ社調べ） |                |                                       |            |          |        |

### 遅れネット局
- テレビ宮崎（FNS･NNS･ANN系列のクロスネット局）- 2010年11月13日から毎週土曜日25:35～26:30
- チューリップテレビ（TBS系列）- 2012年1月9日〜2月27日毎週月曜日24:00～24:55